# گیلمونبی
گیلمونبی (به انگلیسی: Gilmonby) یک روستا و محله مدنی در بریتانیا است که در County Durham واقع شده‌است.